# Циклоалканы
Циклоалка́ны (также полиметиленовые углеводороды, нафтены, цикланы, или циклопарафины) — циклические насыщенные углеводороды, относятся к насыщенным карбоциклическим соединениям. Могут содержать боковые цепи, содержащие углеводородные (алкильные) заместители, соединенные с циклом. Все атомы углерода циклоалканов находятся в sp3-гибридизированном состоянии. Моноциклические (содержащие один цикл) циклоалканы образуют гомологические ряды с общей формулой CnH2n. Простейшим циклоалканом является циклопропан(цикло-С3H6). По числу атомов углерода в цикле циклоалканы делят на малые — циклопропан и циклобутан, обычные — циклопентан, циклогексан и циклогептан, средние — от циклооктана (8 атомов углерода) до циклододекана (12 атомов углерода), большие — с 13 и более атомами в карбоцикле.
Несмотря на то, что согласно определению Международного союза теоретической и прикладной химии (ИЮПАК) циклоалканы могут содержать в своей структуре только один цикл, ряд авторов включают в класс циклоалканов все циклические предельные углеводороды независимо от числа циклов в их структуре и способа их соединения. При этом, в зависимости от количества циклов выделяют моноциклические, бициклические, трициклические и, в общем случае, полициклические циклоалканы. При наличии двух и более циклов в молекуле различают циклоалканы с изолированными и конденсированными циклами, спиро- и мостиковые циклоалканы, а также каркасные углеводороды. Во всех указанных случаях универсальной общей формулой ряда циклоалканов является CnH2(n+1−r), где n — число углеродных атомов, а r — количество циклов.
Входят в состав нефти. Открыты В. В. Марковниковым в 1883 году из бакинской нефти.

## Номенклатура и изомерия
Названия моноциклических незамещенных  циклоалканов образуются добавлением приставки цикло- к названию ациклического неразветвленного алкана  с тем же числом атомов углерода в его цепи, что и у циклоалкана в его кольце (циклопропан,  циклобутан, циклопентан).
При наличии в структуре циклоалканов алкильных заместителей, соединенных с циклом, название циклического фрагмента берется за основу, а названия заместителей выносятся в приставочную часть (например, пентилциклобутан). С введением этого правила ИЮПАК в 2020 году была устранена вариантивность в выборе в качестве главной цепи циклоалканового кольца или боковой цепи.
Для циклоалканов характерны следующие виды изомерии:
- Изомерия углеродного скелета, например,  циклобутан и 1-метилциклопропан.
- Пространственная. Для циклоалканов, содержащих два заместителя у разных атомов углерода трехчленного кольца, возможна цис-транс-изомерия[3]: если два заместителя находятся по одну сторону цикла, то этот изомер называется цис-изомером, если же два заместителя находятся по разные стороны от цикла, то изомер называется транс-изомером[5], например, цис- и транс-1,2-диметилциклопропан.
- Межклассовая изомерия с алкенами, например, циклопропан и пропен.

## Классификация
Циклоалканы делятся на моноциклические и бициклические циклоалканы.
В свою очередь, бициклические циклоалканы делятся на спироалканы и бициклоалканы:
- Спироалканы — углеводороды, состоящие из двух циклов, в которых один углеродный атом (спироатом[11]) является общим. Представителем спироалканов является спиропентан. Название образуется путем добавления приставки спиро-, указанием количества нецентральных атомов в циклах в квадратных скобках и путем добавления окончания соответствующего алкана. Например, для спиропентана это название будет спиро[2.2]пентан.
- Бициклоалканы — углеводороды, состоящие из двух циклов, в которых два углеродных атома являются общими (например, хаусан). Название получается путем добавления приставки бицикло-, указанием количества нецентральных атомов в циклах в квадратных скобках и путем добавления окончания соответствующего алкана. Например, для бициклобутана[англ.] это название будет бицикло[1.1.0]бутан.[5]

## Физические свойства
Все атомы углерода в молекулах циклоалканов имеют sp³-гибридизацию. Однако величины углов между гибридными орбиталями в циклобутане и особенно в циклопропане не 109°28', а меньше из-за геометрии, что создаёт в молекулах напряжение, поэтому малые циклы очень реакционноспособны.
При комнатной температуре первые два члена ряда (C3 — C4) — газы, (C5 — C11) — жидкости, начиная с C12 — твёрдые вещества. Температуры кипения и плавления циклоалканов выше, чем у соответствующих алканов. Циклоалканы в воде практически не растворяются.
Температуры плавления и кипения некоторых циклоалканов:
| Циклоалкан        | Т. пл., °C | Т. кип., °C |
| ----------------- | ---------- | ----------- |
| циклопропан C3H6  | −127       | −33         |
| циклобутан C4H8   | −90        | 13          |
| циклопентан C5H10 | −94        | 49          |
| циклогексан C6H12 | 7          | 81          |
| циклогептан C7H14 | −8         | 119         |
| циклооктан C8H16  | 15         | 151         |
| циклононан C9H18  | 11         | 178         |

## Получение
Циклоалканы в значительном количестве находятся в нефти, а также содержатся в природных соединениях.

### Металлорганический синтез
Циклоалканы можно получить дегалогенированием дигалогенпроизводных (металлорганический синтез) при помощи магния, натрия или цинка:

### Каталитическое гидрирование
Циклоалканы могут быть получены в результате реакций каталитического гидрирования аренов, циклоалкенов, циклоалкадиенов, например, в результате реакции присоединения водорода к  бензолу в присутствии катализатора образуется циклогексан;  катализатором в этой реакции может служить никель Ренея, никель, платина, палладий:

## Химические свойства
Химические свойства циклоалканов, содержащих в своей структуре малые циклы (циклопропан, циклобутан), специфичны — для них в большей степени характерны реакции присоединения с раскрытием цикла, в то время как циклопентан и более старшие члены гомологического ряда циклоалканов склонны к реакциям радикального замещения и, таким образом, по своему химическому поведению близки к алканам.
- Циклопропан и циклобутан способны присоединять бром:

- Также циклопропан и циклобутан могут присоединять галогеноводороды, присоединение происходит с раскрытием цикла по правилу Марковникова.[14]
- Циклопропан, циклобутан и циклопентан могут присоединять водород, давая соответствующие нормальные алканы. Присоединение происходит при нагревании в присутствии никелевого катализатора:

{\displaystyle {\ce {C4H8 + H2 ->[Ni] C4H10}}}

## Применение
В нефтехимической промышленности нафтены являются источником получения ароматических углеводородов путём каталитического риформинга. Наибольшее практическое значение приобрёл циклогексан, применяемый для синтеза капролактама, адипиновой кислоты и других соединений, используемых в производстве синтетического волокна.
Циклопропан применяют для наркоза, но его применение ограничено из-за взрывоопасности.